# 西巴亞克火山
西巴亞克火山是印度尼西亞的火山，位於蘇門答臘北部，海拔高度2,212米，火山口闊900米，雖然最近一次火山爆發在1881年，但火山噴氣孔和溫泉活動仍然活躍。

## 外部連結
- Photos of gunung Sibayak and gunung Sinabung （页面存档备份，存于）